# Semën Antonov
Semёn Sergeevič Antonov (in russo Семён Сергеевич Антонов?; Tjumen', 18 luglio 1989) è un cestista russo.

## Carriera
Con la Russia ha disputato i Giochi olimpici di Londra 2012, Campionati mondiali del 2019 e quattro edizioni dei Campionati europei (2011, 2013, 2015, 2017).

## Palmarès

### Squadra
- VTB United League: 6

CSKA Mosca: 2016-2017, 2017-2018, 2018-2019, 2020-2021, 2023-2024, 2024-2025
- Supercoppa VTB United League: 1

CSKA Mosca: 2021, 2024
- Eurolega: 1

CSKA Mosca: 2018-2019